# Artur Kapp
Artur Kapp   (Suure-Jaani, 28 de febrer de 1878 - Suure-Jaani Rural Municipality i Suure-Jaani, 14 de gener de 1952) va ser un compositor, director i pedagog estonià que, juntament amb Rudolf Tobias, és considerat el fundador de la simfonia a Estònia.

## Biografia
Artur va néixer a la família del mestre d'escola i figura social Joosep Kapi. Va rebre les seves primeres lliçons de piano i orgue del seu pare.
El 1891, als 13 anys, va començar a estudiar al Conservatori de Sant Petersburg, on va estudiar durant 9 anys: es va graduar el 1898 en orgue (a la classe d'Louis Homilius) i el 1900 en composició (a la classe de Nikolai Rimski-Kórsakov). Després del conservatori, va ser professor i organista a Sant Petersburg, i també va dirigir el cor de la Societat d'Ajuda a l'Artesania d'Estònia.
De 1904 a 1920, Artur va estar a Astrakhan, al sud de Rússia, on va ser el president del departament de la Societat de Música Russa i el director de l'escola de música local. Va ser el líder de la vida musical de la ciutat d'Astrakhan. Durant aquests anys, també va visitar Estònia diverses vegades.
El 1920, va fugir a Tallinn, ja que s'esperava la epidèmia de fam a Rússia. Entre 1920 i 1924, Estònia va ser director d'orquestra i va treballar com a pedagog al Conservatori de Tallinn, ensenyant assignatures de composició i teoria musical. A partir de 1925 hi va ser professor. Va ensenyar al conservatori fins al 1939, i després va viure a Suure-Jaani fins a la seva mort i està enterrat al cementiri de Suure-Jaani.
Molts compositors estonians coneguts posteriorment, com Evald Aav, Riho Päts, Enn Võrk, Edgar Arro, Eugen Kapp, Gustav Ernesaks i altres, van estudiar a la classe d'Artur Kapp.

## Obra
Artur Kapp va escriure cinc simfonies i moltes altres obres simfòniques. També va crear l'oratori "Hiiob", obres corals (prop de 100), orgue i música de cambra. Destaquen especialment les seves obres d'orgue. L'obra més famosa d'Artur és el romanç "On the Forest Road", que va crear el 1895 (alguns diuen que el 1897).
El seu llenguatge sonor és clar en la forma i enriquit amb elements polifònics. La seva obra està plena de contrastos, té una mentalitat seriosa i és potent, sovint reflecteix lletres sinceres.
Artur Kapp era un organista molt capaç i un virtuós improvisador.

## Personal
El seu pare Joosep Kapp era mestre d'escola i organista a Suure-Jaani. La seva mare era Gertrud von Ruckteschel. El seu fill era el compositor Eugen Kapp. Els germans eren Hans Kapp, professor d'escola i organista, i Aleksander Kapp, ministre de l'església. El fill de Venna, Hans era el compositor Villem Kapp. La seva tia materna era l'escultora Erna Viitol.

## Captant un record
Artur Kapp era un nacionalista segons les seves opinions. El 24 de febrer de 1950 va hissar la bandera d'Estònia a casa seva a Tallinn. Les autoritats no es van atrevir a fer res a una persona tan coneguda. Aquest va ser l'únic cas a la RSS d'Estònia durant el període 1945–1986, on es va hissar públicament una bandera blava-negre-blanca, se'n coneixia el seu hissador i no va ser castigat.
L'antic carrer de casa d'Artur Kapi a Tallinn es diu carrer d'Artur Kapp. Hi ha una cafeteria "Arturi Juures" a Suure-Jaanis. A Suure-Jaani -la casa construïda per Hans Kapp i que va ser la casa de Villem Kap- hi ha la Casa Museu de les Copas de Compositors.
Des de 1998, el Suure-Jaani Music Festival se celebra a Suure-Jaani abans del dia de Sant Joan, que està dedicat als compositors Kapp.
El 26 d'octubre de 2001, 48 persones van fundar l'organització sense ànim de lucre "International Artur Kapi Association" a Suure-Jaani, el propòsit de la qual és promoure i distribuir la música d'Artur Kapp, així com presentar la vida i les activitats d'altres persones creatives. relacionat amb la regió de Suure-Jaani.

## Reconeixements
- 1945 - Artista meritori de la RSS d'Estònia
- 1949 - Premi Estònia Soviètica
- 1950 - Premi Estatal de l'URSS